# دستگاه فاگوسیت تک‌هسته‌ای
ماکروفاژها در سراسر بدن پراکنده‌اند و تقریباً در اکثر بافت‌های بدن حضور دارند و در واقع، دستگاه فاگوسیت تک‌هسته‌ای (به انگلیسی: Mononuclear phagocyte system) را تشکیل می‌دهند. آنها سلول‌هایی با عمر طولانی هستند و می‌توانند چندین ماه در بافت‌ها زنده بمانند.
مجموعهٔ منوسیت‌ها، ماکروفاژهای متحرک و ثابت بافت‌ها و سلول آندوتلیال تخصص عمل یافته در مغز استخوان، طحال و غدد لنفاوی سیستم رتیکولو آندوتلیال نامیده می‌شود. تقریباً تمام این سلولها از سلول‌های مادر منوسیتی منشأ می‌گیرند؛ بنابراین سیستم رتیکولواندوتلیال تقریباً با سیستم منوسیتی-ماکروفاژی مترادف است.